# Luis Pimentel
Luis Benigno Vázquez Fernández-Pimentel, más conocido como Luis Pimentel, (Lugo, 1895 - id., 1958) fue un poeta español en lengua gallega y castellana, relacionado con la Generación del 27.
Estudió y ejerció la medicina en Galicia. Sus primeros poemas se publicaron en la revista Ronsel, pero su primer libro no apareció hasta 1950.
En su obra se aprecia una síntesis de movimientos vanguardistas de dentro y fuera de Galicia. Fue autor de «Triscos» (Pontevedra: Colección Benito Soto, 1950) y de «Sombra do aire na herba» (Vigo: Galaxia, 1959, póstuma) en gallego. En castellano escribió «Barco sin luces» (Lugo: Celta, 1960), obra también póstuma que recoge poemas de 1927.
En su poesía se observan influencias del modernismo, de los "ismos" vanguardistas, del simbolismo francés y del existencialismo de posguerra. En cuanto a la forma, destaca el verso libre, imágenes vanguardistas, los paralelismos y las anáforas.
Se le dedicó el Día de las Letras Gallegas de 1990. De Luis Pimentel existe una antología en italiano, traducida del castellano y del gallego y organizada por Manuele Masini (Luis Pimentel, Infiniti Istanti, a cura di Manuele Masini. Pisa: edizioni ETS, 2004).